# Димитрова (Краснодарский край)
Дими́трова — хутор в Тимашёвском районе Краснодарского края России.
Входит в состав Днепровского сельского поселения.

## История
Основан в 1849 году. Прежнее название — Малинино. Ранее на хуторе располагался женский монастырь в честь Святой Равноапостольной Марии Магдалины.

## Население
| 2002 | 2010 |
| ---- | ---- |
| 397  | ↗407 |

## Уличная сеть
| - ул. Всемирной Дружбы, - ул. Коммунаров, | - ул. Набережная, - ул. Советская. |

## Известные уроженцы
- Кравченко, Андрей Ильич (1912—1976) — советский военный деятель, полковник, Герой Советского Союза.
- Лошаков, Николай Кузьмич (1923—1984) — советский лётчик-истребитель, младший лейтенант, совершивший побег на немецком самолёте из плена.
- Пащенко, Иван Васильевич (1922—2014) — советский военный деятель, полковник, Герой Советского Союза[8].
- Пуха, Николай Тимофеевич (1915—1989) — советский военнослужащий, капитан, Герой Советского Союза.